# Chen Yujun
Pour les articles homonymes, voir Chen.
Chen Yujun (en chinois : 陈玉君) née le 3 août 2000, est une joueuse chinoise de hockey sur gazon.

## Carrière
Elle a fait ses débuts en janvier 2022 à Mascate pour concourir à la Coupe d'Asie 2022.